# Talaxiaiak
A talaxiaiak a Star Trek-univerzum Delta kvadránsában található Talax bolygón kifejlődött humanoid civilizáció. A Talaxiaiak leginkább sárgás bőrszínükről ismerhetőek fel. A legfőbb különbség az emberek és a talaxiaiak között a tüdő, amely a talaxiaiaknál több ponton is közvetlenül csatlakozik a gerincoszlophoz.

## Leírásuk
A talaxiaiak nagyon barátságosak és lelkesek, nagyon könnyű barátkozni velük, és megbízni bennük. Kevés ellenségük van, de 2346-ban háborúba léptek a Haakoniai Rend ellen. A háború tizedik évében a hakkoniaiak egy "metreon kaszkád" fegyver segítségével megöltek több mint 300 000 talaxiait a Rinaxon, erre a talaxiaiak megadták magukat. Számos talaxiai, aki kapcsolatba került a fegyverrel metrémiát, egy halálos vérbetegséget kapott.
A talaxiaiakkal a USS Voyager találkozott először a Delta Kvadránsban. A talaxiai Neelix évekig a hajó főszakácsa és hangulatfelelőse volt.